# 松尾早人
松尾 早人（まつお はやと、1965年8月13日 - ）は、日本の作曲家、編曲家。千葉県出身。東京芸術大学音楽学部作曲科卒業。イマジン所属。

## 人物・来歴
西村朗に2年ほど指導を受けた後、東京芸術大学音楽学部作曲科に入学。野田暉行、南弘明に師事。大学在学中より頭角を現す。1990年、芸大で行われた日本映像学会の第16回大会における実験コンサートに芸大作曲科チームの一員として作品を出品していた（他の出品者は南弘明、松本日之春、西岡龍彦、岩崎真、千住明、中川善裕）。同年にはNHKスペシャル『正倉院』の音楽制作（作曲は牟岐礼）にも参加し、シンセサイザーを担当している。
インスト・バンド「G-クレフ」にピアノ、シンセサイザーで参加。彼らのサード・アルバム『キッス・トゥ・フェンス』では、アルバム制作中に本来のピアノ担当者である榊原大が交通事故で負傷したこともあり、彼らの代表曲「マタニティ・ウーマン」「ダンディ・ベア」を含むかなりの曲に松尾が関わっている。フォース・アルバム『ハッピー・ボックス』では、「アンブレラ・ロマンス（すずらんの少女）」を提供した。メンバーの落合徹也は松尾の『伝説のオウガバトル』のイメージアルバム、『ハーメルンのバイオリン弾き』のCDブックに参加し、松尾は落合のソロアルバム『粗品』に参加している。
すぎやまこういちと知り合ってからは、ゲームのBGMの仕事を紹介してもらったり、すぎやまの曲の編曲を任されたこともあった。なお、松尾は2021年のすぎやまの死去まで重要なパートナーでもあった。夫人で作曲家の三俣千代子（現在、松尾姓）と、夫婦ですぎやまの曲の編曲を担当することもある。
スーパーファミコン『伝説のオウガバトル』をプレイした田中公平が松尾の音楽を気に入り、アニメ業界にスカウト。音楽作家事務所イマジンへ入ってからは、アニメのBGMも数多く手掛けている。イマジン所属の他の作家同様、田中の曲の編曲を担当することもある。
緒方恵美のCDの作・編曲も手掛けている。緒方のアルバム『多重人格 multipheno』は松尾がトータル・プロデュースを担当した。ゲイ少年の“目覚め”をテーマにした緒方の曲「カミング・アウト」では松尾に台詞が割り当てられており、彼の渋い美声を聞くことができる。その台詞はつぎのようなものである。「オイ、飲みに行こう」。
映像音楽のマニアであり、特にジェリー・ゴールドスミスのファン。田中は松尾とゴールドスミスの親近性を指摘している。幼少期はキース・エマーソン、リック・ウェイクマンなどのプログレッシブ・ロックや、デオダートなどのフュージョンをテープがすり切れるまで聴いていた。小学3年生のときEL&Pの『タルカス』を3か月かけてコピーしたという逸話を持つ。劇伴や歌曲においては、オーケストラを用いる一方で、大学時代より親しんでいた打ち込みによる楽曲も多い。

## 音楽担当作品

### テレビアニメ
1991年
- DRAGON QUEST -ダイの大冒険-（編曲）

1994年
- 魔法騎士レイアース

1995年
- 怪盗セイント・テール
- 黄金勇者ゴルドラン

1997年
- HAUNTEDじゃんくしょん

1999年
- SURF SIDE HIGH-SCHOOL

2000年
- ファーブル先生は名探偵

2001年
- 砂漠の海賊!キャプテンクッパ
- サイボーグ009 THE CYBORG SOLDIER ※多田彰文と共に小室哲哉のサポート。映像ではクレジット無し

2003年
- 超ロボット生命体トランスフォーマー マイクロン伝説

2005年
- 強殖装甲ガイバー

2006年
- よみがえる空 -RESCUE WINGS-

2007年
- レ・ミゼラブル 少女コゼット

2010年
- 神のみぞ知るセカイ

2011年
- 神のみぞ知るセカイII

2012年
- ジョジョの奇妙な冒険

2013年
- 神のみぞ知るセカイ 女神篇

2015年
- VENUS PROJECT -CLIMAX- ※岩崎文紀との共作

2016年
- DRIFTERS ※石井妥師との共作
- エンドライド ※IMAGINE PROJECT名義
- 競女!!!!!!!!

2018年
- キャプテン翼（第4作・シーズン1）
- ハイスコアガール（編曲）

2021年
- 天地創造デザイン部

2023年
- キャプテン翼シーズン2 ジュニアユース編

2024年
- 魔法使いになれなかった女の子の話（編曲）

### OVA
- ランドロック（1996年）
- 青山剛昌短編集（1999年）
- ストリートファイターZERO -THE ANIMATION-（2000年）
- Spirit of Wonder（2001年）
- HELLSING（2006年）

### Webアニメ
- クレヨンしんちゃん外伝 家族連れ狼（2017年）

### ドラマ
- 先生知らないの?（1998年）

### 特撮
- 仮面ライダー555（2003年）
- 仮面ライダーアウトサイダーズ（2022年）

### 映画
1991年
- ドラゴンクエスト ダイの大冒険（編曲）

1992年
- ドラゴンクエスト ダイの大冒険 起ちあがれ!!アバンの使徒（編曲）
- ドラゴンクエスト ダイの大冒険 ぶちやぶれ!!新生6大将軍（編曲）

2003年
- 仮面ライダー555 パラダイス・ロスト

2010年
- 涼宮ハルヒの消失（編曲）

2012年
- クレヨンしんちゃん 嵐を呼ぶ!オラと宇宙のプリンセス

2018年
- 映画 中二病でも恋がしたい! -Take On Me-（編曲）

2019年
- クレヨンしんちゃん 新婚旅行ハリケーン 〜失われたひろし〜

2024年
- クレヨンしんちゃん オラたちの恐竜日記

2025年
- クレヨンしんちゃん 超華麗!灼熱のカスカベダンサーズ

### 音声ドラマ
1991年
- CDシアター ドラゴンクエストI（編曲）

1992年
- CDシアター ドラゴンクエストII（編曲）

1993年
- CDシアター ドラゴンクエストIII（編曲）
- CDシアター ドラゴンクエストIV VOL1 - 3（1993 - 1994年、編曲）

1994年
- CDシアター ドラゴンクエストV VOL1 - 3（編曲）
- CDシアター トルネコの大冒険 不思議のダンジョン（編曲）
- ラジオ英雄伝 青春ラジメニアVS大アニメ博覧会

1995年
- ファルコムスペシャルBOX'96
- ハーメルンのバイオリン弾き VOL1 - 3  ※エニックス発売のCDブック版
- 黄金勇者ゴルドラン ワルター・ワルザックの大冒険

1996年
- 黄金勇者ゴルドラン CDサウンドムービーショウ
- 紅と蒼の伝説ランドロック VOL1 - 3
- CDシアター ドラゴンクエストVI 上、下巻（編曲）

### ゲーム
1991年
- マーキュリー・ザ・プライムマスター ※岩崎琢、山路敦司、岡本清郎と連名
- マスター・オブ・モンスターズ

1992年
- サイバリオン ※スーパーファミコン版
- 弟切草（編曲） ※すぎやまこういち主催のゲーム音楽コンサート用

1993年
- ソード・マニアック ※崎元仁と連名
- 伝説のオウガバトル ※崎元仁、岩田匡治と連名
- クラシックロード

1994年
- クラシックロード2
- スーパーホッケー'94
- ワールドヒーローズ2（編曲）

1995年
- カブキ一刀涼談
- 風来のシレン（編曲）

1996年
- マスター・オブ・モンスターズ〜ネオジェネレーションズ〜
- ナイツ（一部編曲）

1998年
- 超魔神英雄伝ワタル ANOTHER STEP
- バトルガレッガ（一部編曲） ※セガサターン版ゲストアレンジャー
- AZEL -PANZER DRAGOON RPG-（劇中歌・伊東恵里「Sona Mi Areru Ec Sancitu―其は聖なる御使いなりや―」編曲）
- ドラゴンフォース2
- Let's スマッシュ

1999年
- シェンムー Orchestra Version（編曲）
- FRONT MISSION3 ※葉山宏治と連名
- オウガバトル64 ※崎元仁、岩田匡治と連名

2001年
- 不思議のダンジョン 風来のシレンGB2 砂漠の魔城 ※すぎやまこういちと連名

2002年
- パンツァードラグーン オルタ（劇中歌・伊東恵里「Anu Orta Veniya―夜が明けたら―」編曲）
- fu-ma（RPGツクール5内サンプルゲーム）

2004年
- ドラゴンクエスト&ファイナルファンタジー in いただきストリートSpecial（編曲）

2005年
- ホームランド

2006年
- ファイナルファンタジーXII ※崎元仁、岩田匡治との連名、一部編曲
- ドラゴンクエスト 少年ヤンガスと不思議のダンジョン（編曲）
- 風来のシレンDS 不思議のダンジョン ※すぎやまこういちと連名

2008年
- 不思議のダンジョン 風来のシレン3 からくり屋敷の眠り姫 ※すぎやまこういちと連名
- 風来のシレンDS2 砂漠の魔城 ※すぎやまこういちと連名

2009年
- モンスターハンター（編曲） ※オーケストラコンサート「狩猟音楽祭」用

2010年
- 不思議のダンジョン 風来のシレン4 神の眼と悪魔のヘソ ※すぎやまこういちと連名
- 不思議のダンジョン 風来のシレン5 フォーチュンタワーと運命のダイス
- ピンボールアタック!
- アロー・オブ・ラピュタ

2011年
- エルシャダイ（編曲）

2012年
- ドラゴンクエストX 目覚めし五つの種族 オンライン（サウンドプログラム）

2014年
- アロー・オブ・ラピュタ 影なし先生とキロンの封鍵

2018年
- プリンセスコネクト!Re:Dive

2021年
- ウマ娘 プリティーダービー

## 楽曲提供
- G-クレフ
  - 「アンブレラ・ロマンス（すずらんの少女）」
- 緒方恵美
  - 『多重人格』
  - 「罪」
  - 「闇の夢」
  - 「運命の航路」
  - 「Drive on the Milkyway」
  - 「風の墓標」
  - 「-RA・SE・N-」
  - 「あした、晴れたら」
- 桜井智&井上喜久子
  - 「E夢、見よう!」
  - 「恋」
- 笠原弘子
  - 「そよ風のソナチネ」
- 白鳥由里
  - 「モコナの夢」
- 小杉十郎太
  - 「さよならの花束」
- 佐々木望
  - 「君の笑顔が見たいから」
- 吉田古奈美
  - 「黒の運命」
- 日髙のり子
  - 「桃花望郷」
- 田中真弓
  - 「We are HERE!」
- THE WARSAW PHILHARMONIC ORCHESTRA & CHORUS
  - 「Gradus vita」
  - 「Letzte Bataillon」
  - 「Merche funebre」
- Crush Tears
  - 「愛を貫け」